# Los Cortijos (metro de Caracas)
Los Cortijos es una estación del Metro de Caracas perteneciente a la Línea 1. Está en el centro-este del estado Miranda, ubicado a la mitad de la Avenida Francisco de Miranda, en la urbanización Los Cortijos de Lourdes, del cual toma su nombre la estación.

## Características
La estación Los Cortijos es una de las siete localizadas a lo largo de la Av. Francisco de Miranda a nivel subterráneo, desde la estación Petare en el este, y hasta la estación Chacaíto.

## Salidas
Posee cuatro salidas sobre la Avenida Francisco de Miranda: dos al norte y dos al sur.

## Lugares de interés
- Centro Comercial Los Ruices
- Centro Monaca
- Edificio ARS Publicidad.